# Varilla de vidrio (química)

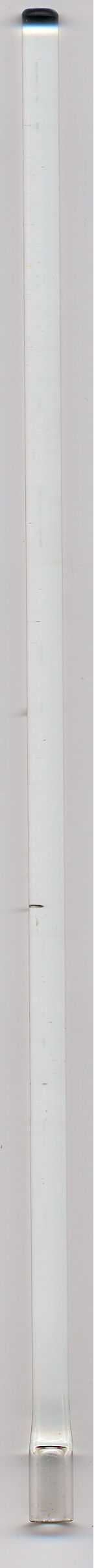
Varilla de vidrio

Una varilla de vidrio',  varilla agitadora para agitar, es un instrumento utilizado en los laboratorios de química, consiste en un fino cilindro macizo de vidrio que sirve para agitar disoluciones, con la finalidad de mezclar productos químicos y líquidos.

## Características y uso
Entre las características de estas varillas tenemos:
- Pueden tener de 5 a 7 milímetros de diámetro.
- De largo pueden ir desde los 20 hasta los 50 centímetros.
- Pueden ser de cristal, vidrio o hierro macizo.
- La forma de una varilla de vidrio es similar al de una pajilla para bebidas, es decir, es cilíndrica.
- Existen dos tipos, varilla de policía y varilla de vidrio.

Se emplea para revolver los solutos de una mezcla en un disolvente, ya sea en el matraz o vaso de precipitado con el objetivo de favorecer la disolución del soluto. Suele utilizarse para líquidos y sólidos de baja densidad.
También es utilizado para introducir sustancias químicas líquidas muy reactivas a través del escurrimiento con el fin de evitar accidentes.

## Dimensiones y uso
Suelen ser piezas de unos 5-7 mm de diámetro, y de 20 a 50 cm de longitud utilizadas dentro de la cola del equipo de laboratorio con la función de revolver los solutos añadidos al disolvente en un matraz o vaso de precipitados y favorecer su disolución.
Por lo general son de cristal, vidrio o hierro macizo, siendo su forma similar y su grosor un poco mayor que una pajita de refrescos.
Se usan para los líquidos y sólidos de baja densidad. También sirven para introducir sustancias líquidas de gran reactividad por medio de escurrimiento, para evitar accidentes.

## Alternativas
Existen una gran diversidad de agitadores eléctricos empleados de modo rutinario en los laboratorios de biología y de química.